# Cross-docking
Per cross-docking si intende di pratica logistica di pianificazione Just in time in cui i materiali vengono consegnati direttamente da un produttore o da una modalità di trasporto ad un cliente.
Il cross-docking spesso mira a ridurre al minimo le spese generali legate allo stoccaggio delle merci tra le spedizioni o in attesa dell'ordine del cliente.

## Storia
Le prime operazioni di cross-docking furono introdotte nel settore degli autotrasporti negli Stati Uniti negli anni '30 e da allora sono state utilizzate continuamente nelle operazioni a carico inferiore al camion. 
L’esercito americano iniziò a utilizzare le operazioni di cross-docking negli anni ’50.
Nel 2014 quasi la metà di tutti i magazzini statunitensi effettuano il cross-docking.

## Luoghi di lavoro
Il cross-docking avviene in un terminal di attracco di distribuzione e solitamente costituiti da autocarri e porte di banchina su due lati situati sia in entrata e in uscita con spazio di stoccaggio minimo.
Nel settore degli autotrasporti LTL, viene effettuato spostando il carico da un veicolo di trasporto direttamente a un altro, con un deposito minimo o nullo. Nella pratica della vendita al dettaglio, le operazioni di cross-docking possono utilizzare aree di sosta in cui i materiali in entrata vengono smistati, consolidati e immagazzinati finché la spedizione in uscita non è completa e pronta per la spedizione.